# Tyringe Konståkningssällskap
Tyringe Konståkningssällskap grundades 1992. Idag[när?] har drygt 130 aktiva åkare och bedriver träning för alla från skridskoskolan till elitåkare. Träningar sker främst i Tyrs Hov, en sportanläggning i Tyringe.
De främsta framgångarna har Richard Lundberg stått för genom USM-guld 2005 och 2006 samt silvermedalj vid Nordiska mästerskapen 2006. Under 1990-talet var klubben på pallplats (guld, silver eller brons) vid två tillfällen i SM i teamåkning.
Varje år ställer TKS upp en populär isshow med nytt tema inför varje show. Under de tre showdagarna besöker ca 2000 personer Tyrs Hov.